# The Game Is Over
"The Game Is Over" é uma canção da banda norte-americana de metal alternativo Evanescence. A faixa foi lançada em um formato de download digital em 1.º de julho de 2020 pela BMG como o segundo single do quinto álbum de estúdio da banda, The Bitter Truth (2021). A canção foi escrita pelo grupo e produzida por Nick Raskulinecz.

## Composição
Em um comunicado, a vocalista Amy Lee disse: "Esta canção é sobre estar cansada da fachada. Os disfarces que usamos para os outros se sentirem confortáveis, os sentimentos internos sendo tão diferentes do que mostramos do lado de fora para se encaixar dentro dos limites do que é socialmente aceitável, ou o que não vai torná-lo desagradável ou 'estranho' demais para estar por perto."
A faixa foi descrita como uma canção de heavy metal que "traz de volta a nostalgia" do grunge e do emo do início dos anos 2000, e foi comparada ao estilo musical das bandas Nirvana e Tool.

## Videoclipe
Um videoclipe oficial para acompanhar o lançamento de "The Game Is Over" foi lançado pela primeira vez no YouTube em 3 de julho de 2020. O vídeo foi filmado por cada membro da banda em seus telefones enquanto estavam isolados por conta da pandemia de COVID-19, e contou com a colaboração do diretor P.R. Brown.

## Pessoal
Créditos adaptados através do Tidal.
- Nick Raskulinecz – produtor
- Evanescence – compositor, letrista, intérprete associado
- Nathan Yarborough – engenharia
- Ted Jensen – engenheiro de masterização
- Nick Raskulinecz – engenheiro de mixagem, engenheiro de gravação

## Desempenho nas tabelas musicais
| Tabela musical (2020)                                   | Melhor posição |
| ------------------------------------------------------- | -------------- |
| Chéquia (Modern Rock)                                   | 14             |
| Estados Unidos (Billboard Digital Song Sales)           | 11             |
| Estados Unidos (Billboard Hot Rock & Alternative Songs) | 15             |

## Histórico de lançamento
| Região         | Data                | Formato                    | Gravadora | Ref.   |
| -------------- | ------------------- | -------------------------- | --------- | ------ |
| Estados Unidos | 1 de julho de 2020  | Download digital streaming | BMG       | [ 2 ]  |
| Itália         | 10 de julho de 2020 | Contemporary hit radio     | Sony      | [ 11 ] |